# Eulophias owashii
Eulophias owashii är en fiskart som beskrevs av Okada och Suzuki, 1954. Eulophias owashii ingår i släktet Eulophias och familjen taggryggade fiskar. Inga underarter finns listade i Catalogue of Life.